# 乔瓦尼·德米西亚尼
乔瓦尼·德米西亚尼 （英語：Giovanni Demisiani），是希腊神学家、化学家和数学家，意大利猞猁之眼国家科学院的成员。他出生的确切日期是未知的，出生于16世纪中叶的希腊扎金索斯岛（当时还被威尼斯控制），由于他在罗马担任过红衣主教海格立斯·冈萨加（1505 -1563）手下的神学家，所以可能不晚于1543年出生。德米西亚尼以在1611年于伽利略出席的意大利猞猁之眼国家科学院的一场餐会中，推销他的仪器时创造了“望远镜（telescope）”（来自古希臘語 τῆλε, tele表示远和 σκοπεῖν, skopein表示看见）一词而被历史记载。